# Gare de Vielmur-sur-Agout
La gare de Vielmur-sur-Agout est une gare ferroviaire française de la ligne de Montauban-Ville-Bourbon à La Crémade, située sur le territoire de la  commune de Vielmur-sur-Agout, dans le département du Tarn en région Occitanie.
Elle est mise en service en 1888 par la Compagnie des chemins de fer du Midi et du Canal latéral à la Garonne (Midi). 
C'est une halte voyageurs de la Société nationale des chemins de fer français (SNCF) du réseau TER Occitanie, desservie par des trains express régionaux.

## Situation ferroviaire
Établie à 155 mètres d'altitude, la gare de Vielmur-sur-Agout est située au point kilométrique (PK) 290,750 de la ligne de Montauban-Ville-Bourbon à La Crémade, entre les gares ouvertes de Damiatte - Saint-Paul, s'intercale la gare fermée de Lalbarède, et de Castres, s'intercale les gares fermées de Sémalens et de La Crémade.

## Histoire
La station de Vielmur-sur-Agout est mise en service le 4 mars 1888 par la Compagnie des chemins de fer du Midi et du Canal latéral à la Garonne (Midi), lorsqu'elle ouvre à l'exploitation la section de Saint-Sulpice à La Crémade qui permet l'ouverture de la totalité de la ligne de Montauban à Castres.
En 2014, c'est une gare voyageurs d'intérêt local (catégorie C : moins de 100 000 voyageurs par an de 2010 à 2011), qui dispose de deux quais, deux abris et une traversée de voie à niveau par le public (TVP).

## Fréquentation
En 2014, selon les estimations de la SNCF, la fréquentation annuelle de la gare était de 21 463 voyageurs.
De 2015 à 2023, selon les estimations de la SNCF, la fréquentation annuelle de la gare s'élève aux nombres indiqués dans le tableau ci-dessous :
| Année           | 2015   | 2016   | 2017   | 2018   | 2019   | 2020   | 2021   | 2022   | 2023   |
| --------------- | ------ | ------ | ------ | ------ | ------ | ------ | ------ | ------ | ------ |
| Voyageurs seuls | 24 362 | 21 009 | 20 724 | 18 237 | 21 524 | 16 881 | 19 473 | 24 947 | 27 672 |

## Service des voyageurs

### Accueil
Halte SNCF, c'est un point d'arrêt non géré (PANG) à accès libre.
Un passage à niveau planchéié permet la traversée des voies et l'accès aux quais.

### Desserte
Vielmur-sur-Agout est une halte voyageurs du réseau TER Occitanie, desservie par des trains express régionaux de la relation Toulouse - Castres - Mazamet (ligne 9).

### Intermodalité
Un parking pour les véhicules y est aménagé.
Elle est desservie par des cars TER, ligne Toulouse-Mazamet, et des bus du réseau Tarn'bus.

## Galerie

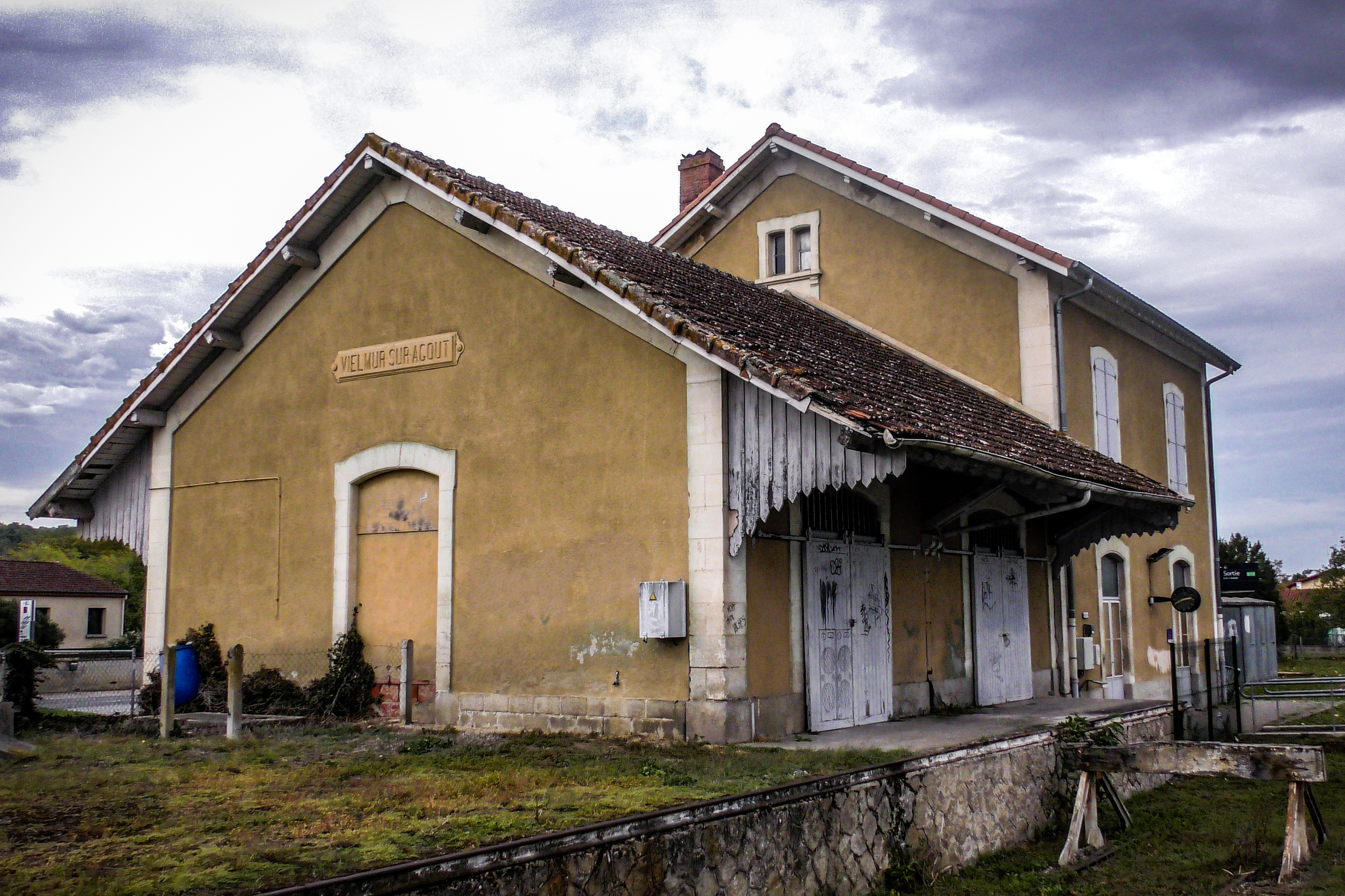
Arrière du bâtiment voyageurs.
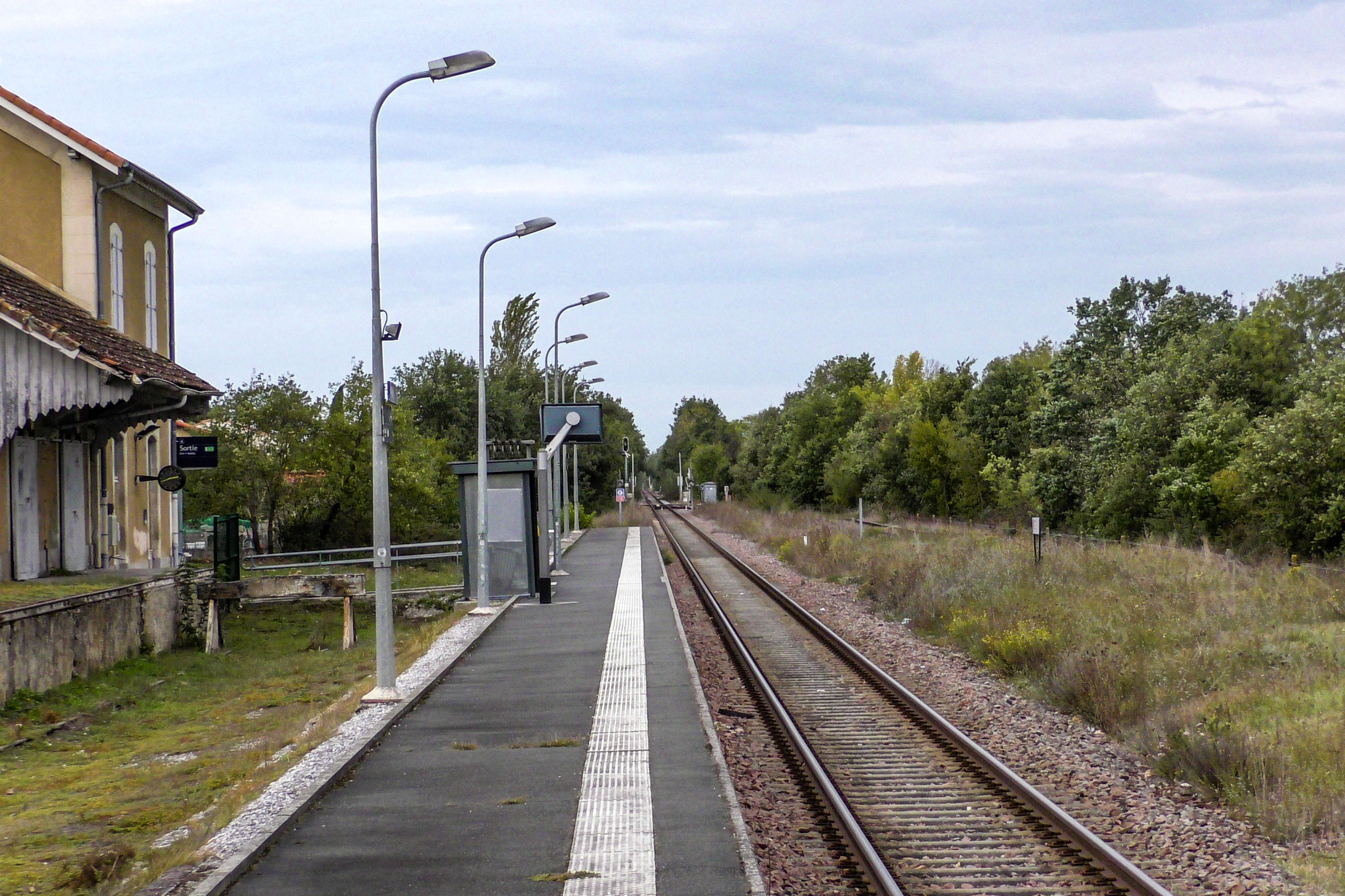
L'unique quai encore en service.